# Sagara
Sagara (jap. 相良村 Sagara-mura) – wieś w Japonii, na wyspie Kiusiu, w prefekturze Kumamoto. Według danych na rok 2020 miejscowość zamieszkiwało 4 070 mieszkańców , a gęstość zaludnienia wyniosła 43,1 os./km².